# Брабова (Долж)
Брабова (рум. Brabova) насеље је у Румунији у округу Долж у општини Брабова. Oпштина се налази на надморској висини од 173 m.

## Становништво
Према подацима из 2002. године у насељу је живело 1811 становника, од којих су сви румунске националности.

### Хронологија
| Година       | 1992 | 1993 | 1994 | 1995 | 1996 | 1997 | 1998 | 1999 | 2000 | 2001 | 2002 | 2003 | 2004 | 2005 | 2006 | 2007 | 2008 | 2009 | 2010 | 2011 | 2012 | 2013 | 2014 | 2015 | 2016 | 2017 |
| ------------ | ---- | ---- | ---- | ---- | ---- | ---- | ---- | ---- | ---- | ---- | ---- | ---- | ---- | ---- | ---- | ---- | ---- | ---- | ---- | ---- | ---- | ---- | ---- | ---- | ---- | ---- |
| Становништво | 2341 | 2298 | 2231 | 2184 | 2107 | 2052 | 2012 | 1976 | 1951 | 1913 | 1882 | 1824 | 1779 | 1726 | 1692 | 1665 | 1609 | 1566 | 1520 | 1484 | 1472 | 1412 | 1375 | 1350 | 1292 | 1254 |